# 月夜の渡り鳥
「月夜の渡り鳥」（つきよのわたりどり）は、1963年11月5日にビクターレコードより発売された橋幸夫の44枚目のシングルである（VS-1150）。松竹映画「月夜の渡り鳥」の主題歌となっている（後述）。

## 概要
- 作詞、作曲は橋の恩師である佐伯孝夫と吉田正で、楽曲は長谷川伸原作の戯曲「瞼の母」。橋はこの年5月にリリースした『お祭り小僧』のc/w曲で『瞼の母』を唄っており、同じ年に2度、同じテーマをとりあげたことになる。
- 前作が長谷川の原作のまま『瞼の母』を楽曲名にしていたが、今回は『月夜の渡り鳥』と名前を変えたことに対して、「この題の映画は当たらないというジンクスあり、この名前になった」[2]としている。
- このため、歌詞も前作では「母恋いがらすの忠太郎」「番場の忠太郎」などの文言が詞に取り入れられているが、本楽曲では、直接忠太郎を表現する文言は入っておらず、「一人旅のやくざ者の哀歓を唄った」[3]ものとなっている。
- 作詞の佐伯孝夫はジャーナリスト出身で古文・古典・文芸作品についても素養が深く[4]、時代劇や時代物の作詞も得意としていた。
- c/wの「風流いろは唄」も佐伯、吉田の制作で、同じく映画「月夜の渡り鳥」の主題歌だが、この時期の橋の楽曲には珍しく「ハの字忘れてイロばかり」など大人びた歌詞となっておいる。
- ジャケットはこの時期では珍しい総天然色で、映画公開の20日前に発売となっている。

## 収録曲
1. 月夜の渡り鳥
作詞：佐伯孝夫、作・編曲：吉田正
2. 風流いろは唄
作詞：佐伯孝夫、作・編曲：吉田正

## 共演
- 静子（三味線）〜市丸妹〜
- 豊寿（三味線）

## 収録アルバム
- LP盤のアルバムにはあるが、近年のCDアルバムでの収録は少ない
『橋幸夫が選んだ橋幸夫ベスト40曲』[2000年10月4日]VICL-60641〜2
50周年記念アルバム『道程（みちのり）』[2010年6月18日]VIZL-584
- CD-BOXへの収録
『橋幸夫大全集』（CD-BOX 6枚組　全114曲収録） [1993年9月20日発売] Disc3
『橋幸夫のすべて』（CD-BOX 5枚組　全105曲収録） [2011年2月8日発売] Disc1

## 映画『月夜の渡り鳥』
- 原作は長谷川伸『瞼の母』
- 『若いやつ』、『舞妓はん』同様、橋幸夫、倍賞千恵子、市村泰一監督で製作、橋と倍賞が3度目の共演。1963年12月24日に松竹系で公開された。1時間30分[5]。
- 五つの時に別れた母（おはま＝高峰三枝子）を探し求め、流れ流れて浅草にやってきた番場の忠太郎を橋幸夫が演じ、倍賞千恵子は恋人の志乃役。おはまは、娘お登世（香山美子）と何不自由ない暮しをしており、忠太郎を財産めあて思い、すげなく追い帰す。